# Dennis Gentenaar
Dennis Gentenaar est un footballeur néerlandais né le 30 septembre 1975 à Nimègue. Il évolue au poste de gardien.

## Palmarès
Ajax Amsterdam
- Coupe des Pays-Bas
  - Vainqueur (1) : 2007
- Trophée Johan Cruyff
  - Vainqueur (2) : 2006, 2007

### Distinctions individuelles
- Élu meilleur gardien du championnat des Pays-Bas en 2003.